# Smyga
Smyga (ukr. Смига, do 1928 roku – Kenneberg) – osiedle typu miejskiego w rejonie dubieńskim obwodu rówieńskiego Ukrainy.

## Historia
Miejscowość powstała w 1861 roku.
W II Rzeczypospolitej miejscowość należała do gminy Sudobicze powiatu dubieńskiego województwa wołyńskiego.
Do 1939 roku w miejscowości funkcjonował klub piłkarski Ochotniczej Straży Pożarnej Smyga.
Status osiedla typu miejskiego otrzymała w 1981 roku
W 1989 liczyła 2954 mieszkańców.
W 2013 liczyła 2696 mieszkańców.
Znajduje się tu stacja kolejowa Smyga, położona na linii Kamienica Wołyńska – Krzemieniec.